# 1290

## Родени
- Маргьорит Бургундска, кралица на Навара и Франция
- Палман, германски наемник във войската на Стефан Душан

## Починали
- 26 септември – Норвежката дева, шотландска кралица